# Helmut Reinhardt (Musiker)
Helmut Reinhardt (* 17. Juni 1920 in Liegau; † 13. Oktober 2006 in Baden-Baden) war ein deutscher Jazz- und Unterhaltungsmusiker (Saxophone, Klarinette).
Reinhardt absolvierte ein Klarinettenstudium bei Edmund Heyneck in Leipzig, gründete 1941 eine Combo mit Fred Bunge und arbeitete 1947 mit Heinz Schachtner, Freddie Brocksieper und Max Greger zusammen. Seit 1952 spielte er im Orchester Kurt Edelhagen, im Satz Altsaxophon und als Solist Baritonsaxophon. Reinhardt gehörte von 1952 bis 1957 auch zur Combo der „Edelhagen All Stars“. Er galt damals als „einer der profiliertesten Mulligan-Schüler in Europa“. Mit dem Edelhagen-Orchester in Baden-Baden wurde er auch zu Aufnahmen von Caterina Valente (1955) und Miles Davis (1956) herangezogen. Als Edelhagen 1957 nach Köln wechselte, blieb Reinhardt in Baden-Baden, beteiligte sich dort 1958 und 1959 an Einspielungen mit Hans Koller (Exclusiv), ging als Musiker und Arrangeur zum Orchester von Rolf-Hans Müller und war an zahlreichen Aufnahmen für den Südwestfunk beteiligt. Daneben spielte er auch bei Werner Baumgart. Im Bereich des Jazz war er zwischen 1950 und 1963 an 33 Aufnahmesessions beteiligt, außer den Genannten bei Freddie Brocksieper.

## Lexikalische Einträge
- Jürgen Wölfer: Jazz in Deutschland. Das Lexikon. Alle Musiker und Plattenfirmen von 1920 bis heute. Hannibal, Höfen 2008, ISBN 978-3-85445-274-4.